# Stazione di Locri
La stazione di Locri è una stazione ferroviaria posta sulla ferrovia Jonica. Serve il centro abitato di Locri.

## Storia
Il 15 novembre 2007 la stazione venne inaugurata al termine dei lavori di ristrutturazione.

## Movimento

### Trasporto nazionale
La stazione è servita da treni InterCity che collegano lo scalo con Reggio Calabria, Taranto, Bari e Lecce.
I treni InterCity vengono effettuati con elettrotreni HTR.412.

### Trasporto regionale
La stazione è servita da treni Regionali che collegano Locri con: 
- Catanzaro Lido
- Reggio Calabria Centrale
- Roccella Jonica
- Lamezia Terme Centrale (via Catanzaro Lido)

I treni del trasporto regionale vengono effettuati con ALn 663, ALn 668 in singolo e doppio elemento, dal 2015 in graduale dismissione in favore dei treni ATR.220 Swing e, dal 2023, dei nuovi ibridi Hitachi Blues.